# Спортландія
«Спортландія» — радянський мальований мультиплікаційний фільм 1958 року. Сучасна казка про хлопчика Мітю, який врятувався з країни Лінивих за допомогою друзів з Спортландії.

## Сюжет
Хлопчик Мітя вранці проспав. Будильник задзвенів — він його вимкнув. По радіо пролунав сигнал «Слухайте всі» / побудки в школу « Піонерські світанки » — він заткнув репродуктор подушкою. Хлопці у вікно кричали, що весь клас норми БГТО здавати пішов, а Митя спить і всіх підводить, а значить не отримає значок БГТО («Будь готовий до праці і оборони»). Але Митя з величезним небажанням заявив «Піду завтра» і накрився ковдрою…
І тут ожила Диванна Подушка, а потім Матрац на пружинах. Вони умовили Мітю піти з ними до країни Лінивих, де йому легко дадуть значок. Над воротами країни Лінивих хлопчик побачив вивіску: «Лінивія. Палата ледарів», а нижче: «Зал засідань». У залі було багато м'яких крісел, матраців, подушок. Мітю поклали в ліжко, де було 4 матраци та 3 подушки. Стали ситно годувати і заколисувати, оголосивши, що Міті влаштовується тиха година. Будильник побіг в Спортландію на стадіон і все розповів. Спортивні снаряди зголосилися допомогти. М'яч, гантелі, ракетки, ключка та інші забралися всередину гімнастичного коня, і він поскакав до Лінивії.
Будильник першим пробрався всередину імпровізованої спальні і розбудив Мітю. Він оголосив Міті, що матраци, стільці та подушки не бажають йому ніякої нагороди, а перетворюють його на ледаря заради власної вигоди, і що йому треба не спати, а бігти. Дмитрик каже, що йому набридло в Ленивії, але, оскільки його ситно годували, він ледве рухається. Тоді будильник влаштував Міті фіззарядку, привівши його у гарну форму, після чого голосно задзвенів. Розпалилася повномасштабна битва між спортивними снарядами і м'якими меблями, в якому хлопчик взяв найактивнішу участь. В результаті матрац-голова був вражений Митриком, а гімнастичний кінь відвіз того в Спортландію, в якій найголовніше — як раз пропаганда про необхідність здати норми на «Будь готовий до праці і оборони».
Мітя прокинувся у своєму ліжку від голосу радіо: «Щоб без залишку знищити лінь, ранковою зарядкою починай свій день!» Він схопився, одягся і побіг до стадіону наздоганяти хлопців, щоб разом здавати норми БГТО.

## Творці
| Сценарій                   | Юрій Киршон |
| Текст пісень               | Лев Позднєєв |
| Режисер-постановник        | Олександр Іванов |
| Художники-постановники     | Валентин Лалаянц, Лев Позднєєв, Гелій Аркадьєв |
| Художники-мультиплікатори: | Єлизавета Комова, В'ячеслав Котьоночкін, Лідія Резцова, Володимир Пекар, Тетяна Федорова, Борис Чані |
| Композитор                 | Олександр Варламов |
| Оператор                   | Олена Петрова |
| Звукооператор              | Борис Фільчиков |
| Асистент режисера          | Н. Палаткін |
| Ролі озвучували            | Л. Бухарцева (диванна подушка), Серафим Анікєєв, Марія Виноградова (Митя), Ераст Гарін (Матрац-голова), Олена Понсова (крісло), Георгій Віцин (Хоттабич з книги), Геннадій Дудник, Ірина Потоцька, Георгій Мілляр (Крісло — член Палати Ледарів), Юрій Хржановський |

## Цікаві факти
- Під час Митрикових пригод у Лінивії з книжкової полиці падають книги. З першої з'являються Дон Кіхот і Санчо Панса, з другої — Старий Хоттабич. Вони розповідають, що Митя прочитав багато книг. Дивно, що жителі Ленивії негативно ставилися до цього, адже читати книги можна, лежачи на дивані або ліжку.

## Про мультфільм
Серед найбільш відомих робіт студії «Союзмультфільм» 1955—1959 рр. — «Острів помилок» (1955), «Стьопа-моряк» (1955) і « Виконання бажань» (1957) В. С. і З. С. Брумберг, «Спортландія» (1958) А. В. Іванова.
— Георгий Бородин. «Краткий исторический обзор»

## Відео
В середині 1990-х мультфільм випущений на відеокасетах у збірнику кращих радянських мультфільмів Studio PRO Video і в збірнику мультфільмів кіностудії «Союзмультфільм» видеостудией «Союз».
У 2000-ті роки мультфільм відреставрований і випущений на DVD.